# Manuel Ortlechner
Manuel Ortlechner est un footballeur international autrichien, né le 4 mars 1980 à Ried im Innkreis (Autriche). Il occupe le poste de défenseur.

## Biographie

### International
Le 6 septembre 2006, il reçoit sa première sélection en équipe d'Autriche, lors du match Autriche - Venezuela au Parc Saint-Jacques (défaite 0-1). Il entre à la 74e minute à la place de Emanuel Pogatetz.

## Palmarès

### En club
- Austria Vienne
  - Champion d'Autriche en 2013.

## Statistiques

### En club
| Saison  | Club            | Pays     | Division     | Championnat | Championnat | Coupes d’Europe | Coupes d’Europe |
| Saison  | Club            | Pays     | Division     | Matchs      | Buts        | Matchs          | Buts            |
| ------- | --------------- | -------- | ------------ | ----------- | ----------- | --------------- | --------------- |
| 1999-00 | SV Ried         | Autriche | 1.Bundesliga | 1           | 0           | 0               | 0               |
| 2000-01 | SV Ried         | Autriche | 1.Bundesliga | 30          | 2           | 0               | 0               |
| 2001-02 | SV Ried         | Autriche | 1.Bundesliga | 25          | 1           | 0               | 0               |
| 2002-03 | SV Ried         | Autriche | 1.Bundesliga | 27          | 1           | 0               | 0               |
| 2003-04 | SV Ried         | Autriche | 1.Bundesliga | 22          | 0           | 0               | 0               |
| 2004-05 | SV Pasching     | Autriche | 1.Bundesliga | 23          | 0           | 0               | 0               |
| 2005-06 | SV Pasching     | Autriche | 1.Bundesliga | 27          | 0           | 0               | 0               |
| 2006-07 | SV Pasching     | Autriche | 1.Bundesliga | 29          | 0           | 1               | 0               |
| 2007-08 | Austria Kärnten | Autriche | 1.Bundesliga | 35          | 1           | 0               | 0               |
| 2008-09 | Austria Kärnten | Autriche | 1.Bundesliga | 31          | 1           | 0               | 0               |
| 2009-10 | Austria Vienne  | Autriche | 1.Bundesliga | 29          | 4           | 8               | 0               |
| 2010-11 | Austria Vienne  | Autriche | 1.Bundesliga | 29          | 2           | 4               | 0               |
| 2011-12 | Austria Vienne  | Autriche | 1.Bundesliga | 10          | 0           | 7               | 0               |
| Total   | Total           | Autriche | Bundesliga   | 318         | 10          | 20              | 0               |

### En sélection nationale
| Sélection  | Année | Matchs | Buts |
| ---------- | ----- | ------ | ---- |
| Autriche A | 2006  | 1      | 0    |
| Autriche A | 2009  | 4      | 0    |
| Autriche A | 2010  | 1      | 0    |
| Autriche A | 2011  | 1      | 0    |
| TOTAL      | TOTAL | 7      | 0    |